# 蒙特內哥羅的佐卡公主
蒙特內哥羅的佐卡（1864年12月23日—1890年3月26日），蒙特內哥羅國王尼古拉一世之长女。

## 家庭
1883年8月1日，蒙特內哥羅的佐卡與塞爾維亞的彼得（即後來塞爾維亞國王彼得一世）結婚，兩人共有2子1女：
1. 塞爾維亞的埃萊娜（1884年—1962年），伊萬·康斯坦丁諾維奇（1886年—1918年）之配偶。
2. 南斯拉夫的乔治（1887年—1972年），塞爾維亞王儲。
3. 亞歷山大一世（1888年—1934年），南斯拉夫國王。